# Đelekovec
Đelekovec es un municipio de Croacia en el condado de Koprivnica-Križevci.

## Geografía
Se encuentra a una altitud de 133 m s. n. m. a 84 km de la capital nacional, Zagreb.

## Demografía
En el censo 2011, el total de población del municipio fue de 1 533 habitantes, distribuidos en las siguientes localidades:
- Đelekovec - 1 192
- Imbriovec - 341

| Gráfica de población de Đelekovec 1857-2011                         |
|                                                                     |
| Según los censos de población de la oficina estadística de Croacia. |